# Unteres Kemnitztal
Koordinaten: 50° 25′ 25″ N, 12° 2′ 41″ O
Das Naturschutzgebiet Unteres Kemnitztal liegt im Vogtlandkreis in Sachsen. 
Das Gebiet erstreckt sich südöstlich von Geilsdorf, einem Ortsteil der Gemeinde Weischlitz. Am südlichen und östlichen Rand des Gebietes verläuft die Kreisstraße K 7859, östlich verlaufen die A 72 und die B 173. Nördlich des Gebietes fließt die Weiße Elster und südlich der Fliegenbach, der in den östlich fließenden Kemnitzbach mündet. Nordöstlich erstreckt sich das etwa 38,0 ha große Naturschutzgebiet Elsterhang bei Pirk.

## Bedeutung
Das rund 27,2 ha große Gebiet mit der NSG-Nr. C 40 wurde im Jahr 1990 unter Naturschutz gestellt.